# Passerelle de Bessengué
La Passerelle de Bessengue est une œuvre d'art public à Douala, au Cameroun. Elle se présente sous forme d'un pont en bois doté de balustrades en fer, peintes de couleurs différentes. Elle fut inaugurée lors du Salon Urbain de Douala en 2007.

## L'œuvre
La Passerelle de Bessengue est un pont en bois doté de balustrades en fer, peintes de couleurs différentes, chacune représentant des personnes de différents groupes ethniques se tenant la main. La Passerelle a été conçue par l'artiste camerounais Alioum Moussa. Le pont a été initialement conçu comme un projet de développement de la coopération financé par l'Institut Régional de Coopération-Développement d'Alsace (IRCOD-Alsace), la Communauté Urbain de Douala I, et Doual'art. En tant que coordinateur du projet, doual'art a mené une approche communautaire impliquant le Comité de Développement Bessengue-Akwa (CDBA) local à partir de la phase de conceptualisation à la production du projet.

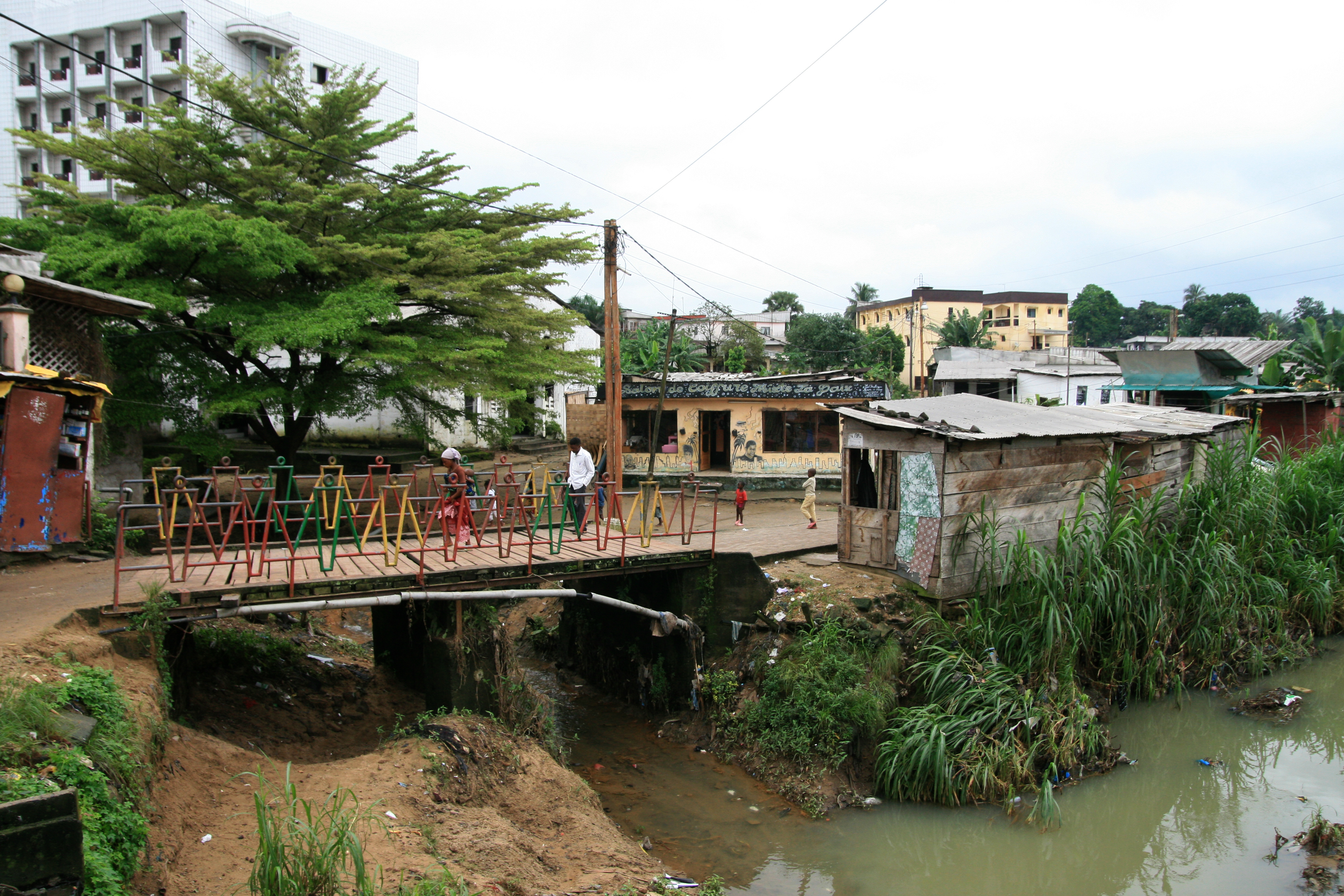

Au cours de ce processus, un concours artistique a été organisé afin de définir les caractéristiques esthétiques de La Passerelle. Sur cinq projets soumis, la sélection est tombée sur Alioum Moussa. Sa proposition a suscité au sein de la communauté une discussion critique et une auto-réflexion sur les conflits historiques entre les populations autochtones et non autochtones. Le succès du projet par Moussa était de créer un lien entre l'art et les expériences de la communauté de quartier, de documenter les intentions partagées, de promouvoir et de poursuivre une collaboration pacifique pour les générations futures. La Passerelle a été officiellement inaugurée lors du SUD 2007 et restaurée deux fois. En 2009, En 2009 les garde-fous ont été rafraichis par les artistes stagiaires Malika Ouedraogo et Cecile Demessine. À l'occasion du SUD 2013, la communauté de Douala (CUD) a financé le remplacement d'un côté du garde-fous et quelques planches de bois deteriorées.
La Passerelle a désenclavé le bloc 1 de Bessengue vers l'une des routes les plus fréquentées de Douala, en facilitant la circulation des personnes, des véhicules, et la fourniture de services publics. Sa position à l'entrée du quartier a contribué à créer une place publique entre La Passerelle et les premières maisons. Cette zone, connue sous le nom de Vallée Bessengue, est devenue un point de repère important pour les enfants, les jeunes et les femmes qui se réunissent là pour jouer, se donner rendez-vous ou bien faire du shopping, au milieu d'autres installations artistiques.